# Villavicencio
Villavicencio es un municipio colombiano, capital del departamento del Meta y el centro comercial más importante de los Llanos Orientales. Está ubicada en el piedemonte de la Cordillera Oriental, al noroccidente del departamento del Meta, en la margen derecha del río Guatiquía. Fundada el 6 de abril de 1840, cuenta con una población urbana aproximada de 552.010 habitantes en 2021. Presenta un clima cálido, con temperaturas medias de 24 °C y 33 °C.
Como capital departamental, alberga las sedes de la gobernación del departamento del Meta, la Empresa de Acueducto y Alcantarillado de Villavicencio (EAAV), la empresa Electrificadora Del Meta (EMSA), la sucursal del Banco de la República de Colombia, la Caja de Compensación Familiar Cofrem y la Cámara de Comercio de Villavicencio (CCV). La ciudad se encuentra a 109 kilómetros (68 mi) al sur de la capital de Colombia, Bogotá, a dos horas por la Autopista al Llano. La consolidación de Villavicencio como Área metropolitana está proyectada, junto con los municipios de Acacías, Cumaral y Restrepo.

## Símbolos
El 23 de octubre de 1970 se adoptaron las insignias oficiales de la ciudad de Villavicencio bajo la administración del alcalde Rito Antonio Mariño Rodríguez:
- Bandera: Diseñada por Hernando Onofre, está constituida por tres franjas horizontales de igual tamaño, de colores azul, verde y rojo. El azul representa el inmenso cielo y la rica hidrografía; el verde simboliza la fértil e inmensa llanura y el rojo indica la lucha del pueblo en la gesta libertadora.[14]

- Himno de la ciudad: El himno de Villavicencio fue compuesto por el maestro Isaac Tacha Niño (n. 1957). Tacha resalta la hermosura tropical de la capital llanera y las imágenes culturales y étnicas de los Llanos colombianos en expresiones como "centauros con sus lanzas fieras que son guardianes y velan soberanos". El himno describe los detalles más sobresalientes de Villavicencio como el río Guatiquía y el Cerro Cristo Rey.

- Escudo: El escudo de la ciudad diseñado por Hernando Onofre, está inspirado en la belleza del llano. Está formado por el emblema que enmarca el cuerpo del escudo y contiene los siguientes elementos: el sol con sus rayos amarillos oro, naciendo sobre el horizonte con fondo azul cielo, las palmeras que recuerdan los morichales sobre la ciudad; el río Guatiquía que pasa por su costado; la pica, la pala, la hachuela, el yunque y la rueda dentada.

## Historia

Aspecto de Villavicencio hacia la década de 1860.

### Orígenes y época colonial
La historia de Villavicencio se remonta a la época precolombina, en el siglo XVI, cuando el actual territorio villavicense se encontraba ocupado por los indígenas guayupes. Distribuidos en diferentes asentamientos, los guayupes fueron agricultores, pescadores y comerciantes. Productos como el yopo (alucinógeno), plumas, cueros de felino, coca, miel, cera, totumos, madera, pescado, maíz y algodón, así como humanos destinados al sacrificio, fueron objeto de intercambio entre la misma comunidad y entre ésta y los muiscas, en los asentamientos cerca de la cordillera, como el de Guayabetal. El primer español que pisó el lugar donde hoy se ubica Villavicencio fue Pedro de Limpias entre 1536 y 1537, como avanzado de Nicolás de Federmán. Les siguieron Hernán Pérez de Quesada y otros.  Luego, hacia 1740 los jesuitas fundaron la Hacienda Apiay en la cual evangelizaron comunidades indígenas tanto guayupes como de las tribus vecinas hasta 1790 cuando por motivos de la expulsión de la Compañía de Jesús los terrenos de Apiay fueron adjudicados a Basilio Romero por la Corona Española.
El 6 de abril de 1797 los hermanos Jacinta y Vicente Rey compraron la hacienda Apiay a Antonio Romero por una suma de 50 000 pesos y la heredaron sus hijos quienes vendieron sus derechos de propiedad, dando así, origen a los comuneros de Apiay.

### Época republicana
Por su situación geográfica se convirtió en trayecto obligado de comerciantes y ganaderos que se desplazaban desde Quetame y Fosca (actuales municipios del Departamento de Cundinamarca) atraídos por la fertilidad y ubicación de las tierras. Estos colonos se establecieron desde 1836 y el 6 de abril de 1840 hicieron la fundación de facto de un caserío sobre la margen derecha del caño Gramalote que le dio nombre a la población. La fundación fue efectuada por los comerciantes Esteban Aguirre, Santos Reina y su familia. Los documentos más antiguos conservados que reconocen oficialmente la fundación de la ciudad datan de 1842. Sin embargo la exactitud de esta información no deja de ser especulativa pues los archivos en que estaban registrados los documentos sobre la verdadera fecha de fundación de la ciudad fueron destruidos durante el incendio de 1890. El científico Mariano Eduardo de Rivero y Ustáriz en Colección de memorias científicas, agrícolas e industriales publicadas en distintas épocas, etc  (Bruselas, 1857), menciona un lugar denominado “gramalote” que data de 21 de enero de 1824, anterior a la fecha oficial de fundación de la ciudad, hecho que no ha sido reconocido de manera oficial por los historiadores y del cual se desconoce si hace referencia al primer nombre con que fue reconocida la ciudad. En 1845 se construye la Iglesia Catedral de Nuestra Señora del Carmen.
El 21 de octubre de 1850 el caserío pasa a llamarse Villavicencio en moción aprobada por la Cámara provincial de Bogotá en honor de Antonio Villavicencio y Verástegui, prócer de la Independencia de Colombia fusilado durante la reconquista por orden de Pablo Morillo. En 1860 se le atribuye la categoría de Aldea.
En 1890 se produce un incendio que arrasa con la población y destruye archivos con información valiosa para la entonces aldea y es trasladada a su actual ubicación. Antes del incendio el casco urbano quedaba en el actual barrio Barzal.

### Sigloxx
En 1904 y al mando del padre Maurice Dières Monplaisir se establece la comunidad monfortiana que (fundada por san Luis María Grignion de Montfort) se encargará de guiar el desarrollo social de la población al fundar el banco San José, el colegio femenino Nuestra Señora de la Sabiduría, el teatro Verdún, la imprenta de San José, diversos talleres de encuadernación, carpintería y herrería, la banda musical de Santa Cecilia, el hospital Monfort y diversas bibliotecas. En 1909 Villavicencio es erigida como capital de la Intendencia del Meta.
En 1917, un fuerte terremoto prácticamente destruyó Villavicencio  y causó graves daños en varias poblaciones aledañas. Los destrozos fueron tan graves que se contempló la posibilidad de reconstruir Villavicencio en otro lugar. El epicentro del sismo se localizó posiblemente hacia el flanco oriental de la Cordillera Oriental entre Villavicencio y San Martín (Meta).
En 1921 se establecen los hermanos de La Salle y fundan el colegio La Salle. Por otro lado, entre 1933-1942 Francisco Olmos construye el primer puente sobre el río Guatiquía. A finales de 1936 se termina de construir la carretera para el tránsito vehicular, quedando conectada la ciudad con Bogotá, la capital del país.
En 1949 el capitán Alfredo Silva, afiliado políticamente al Partido Liberal Colombiano y perteneciente al ejército, se rebela contra el entonces presidente Mariano Ospina Pérez apoyado por el Directorio Nacional Liberal, sin embargo la orden de rebelión no llega a tiempo y el capitán se toma la ciudad iniciando el primer episodio del periodo conocido como La Violencia en los Llanos Orientales de Colombia y el origen de las Guerrillas del Llano. En 1953 el general Gustavo Rojas Pinilla decreta la amnistía de los guerrilleros pacificándose así los Llanos Orientales y produciendo la llegada masiva de colonos provenientes de otras regiones de Colombia.
En 1959 se crea el departamento del Meta ratificando a Villavicencio como capital y en 1962 se crea la Cámara de Comercio de Villavicencio (CCV). En 1963 se crean las Empresas Públicas de Villavicencio. En 1967 se crea la Caja de Compensación Familiar Regional del Meta COFREM y en 1969 se crea la clínica Meta, entidad hospitalaria de carácter privado.
Para 1966 se construye el edificio de la Beneficencia del Meta, el edificio más alto de la ciudad para la época, hoy es sede del despacho del Alcalde Municipal y algunas de las secretarías de despacho.
1971: se crea la Casa de la Cultura Jorge Eliécer Gaitán.
1977: se crea la Universidad de los Llanos Orientales, conocida como Unillanos.
1981: se crea la Electrificadora del Meta (EMSA).
1985: se crea la Corporación Universitaria del Meta, más conocida como Unimeta, Fundada por el Dr. Rafael Mojica.
1972: se construye su sede y llega a Villavicencio el Banco de la República.
1996: se crea la Empresa de Telecomunicaciones del Llano E.S.P. (ETELL). La primera empresa de telecomunicaciones del Llano, la cual es una empresa de servicios públicos que fue constituida mediante escritura pública de marzo de 1996. Abrió las puertas el 28 de octubre de 1996 y las primeras líneas empezaron a funcionar el 30 de mayo de 1997.

### Sigloxxi
El 7 de abril de 2002 un carro-bomba causó la muerte a 11 personas (entre ellas un niño vendedor informal) y heridas a 50 más en el barrio La Grama al noroccidente donde jóvenes departían en restaurantes, tabernas y bares de ese sector. Este hecho es recordado como uno de los más cruentos de la historia reciente de la ciudad. Ninguna organización se atribuyó el ataque, pero las autoridades aseguraron que lo ejecutaron las Fuerzas Armadas Revolucionarias de Colombia (FARC).
A finales de 2005 y comienzos de 2006 se presenta una etapa de grave inestabilidad institucional conocida como «La Crisis de los Nueve Alcaldes», que desencadenó una falta de gobernabilidad en la ciudad.
El 28 de octubre de 2006 un carro-bomba con 60kg de R1 es detonado presuntamente por las FARC, frente a las instalaciones de la Séptima Brigada del Ejército Colombiano, matando a dos personas (entre ellas, el conductor del taxi usado como carro-bomba) e hiriendo a 4, dos soldados y dos civiles.
En 2011, al menos 300 000 personas intentaron evacuar la ciudad la noche del 3 de diciembre y la madrugada del 4 de diciembre, a causa de una falsa alarma que se difundió por medio de las redes sociales sobre un inminente desastre en la represa de Chingaza que destruiría la ciudad. Durante al menos 6 horas se produjo un éxodo, causando caos en la ciudad, graves accidentes de tránsito, heridos y saqueos, el resto de la población estuvo en pánico casi toda la noche.[cita requerida]
El 8 de septiembre de 2017, la ciudad recibió la visita del papa Francisco, en la que participó de una misa campal, encuentro de reconciliación con las víctimas y culminando con la oración frente a la cruz y siembra de un árbol en el parque los fundadores.

## Geografía

### Localización
Villavicencio se ubica en el piedemonte de la Cordillera Oriental, al noroccidente del departamento del Meta, en la margen derecha del río Guatiquía. Sus límites geográficos son:
| Noroeste: Guayabetal ( Cundinamarca) | Norte: El Calvario           | Nordeste: Restrepo (Río Guatiquía)            |
| Oeste: Acacías                       |                              | Este: Puerto López                            |
| Suroeste: Acacías (Río Guayuriba)    | Sur: Acacías (Río Guayuriba) | Sureste: San Carlos de Guaroa (Río Guayuriba) |

Topográficamente se distinguen dos regiones: una montañosa ubicada al occidente y noroccidente, formada por el costado de la Cordillera Oriental; la otra, una planicie inclinada ligeramente hacia el oriente y el nororiente, corresponde al piedemonte de la cordillera, bordeada al norte por el río Guatiquía. En la parte central de esta planicie cruzan los ríos Ocoa y Negro, además de numerosos caños y afluentes menores. En el noroccidente se encuentra el P.N.N Chingaza con sus alrededores de El Calvario y San Juanito, al occidente del departamento se encuentra el P.N.N Sumapaz con cercanía a Bogotá.

### Hidrografía
Entre los principales afluentes que riegan la jurisdicción de Villavicencio están los ríos: Guatiquía, Guayuriba, Negro y Ocoa.

### Clima
Debido a su cercanía a la línea del ecuador y su baja altitud, comparte el clima monzónico Am, la ciudad tiene un clima cálido con temperaturas desde la mínima 20 °C, hasta la máxima 39 °C, anuales promedio durante el día que van desde 21 hasta 36 grado celsius. La temperatura guarda cierta relación con la precipitación, de manera que los meses más calurosos son aquellos en que la lluvia es menor, en especial febrero y marzo, en los cuales la temperatura máxima sobrepasa en la zona urbana los 35 °C, y los meses más frescos son aquellos considerados como los meses más lluviosos, en enero mayo y julio siendo la temperatura máxima alrededor de 29 y 32 °C.
| Parámetros climáticos promedio de Villavicencio (Aeropuerto Vanguardia), normales 1981-2010 | Parámetros climáticos promedio de Villavicencio (Aeropuerto Vanguardia), normales 1981-2010 | Parámetros climáticos promedio de Villavicencio (Aeropuerto Vanguardia), normales 1981-2010 | Parámetros climáticos promedio de Villavicencio (Aeropuerto Vanguardia), normales 1981-2010 | Parámetros climáticos promedio de Villavicencio (Aeropuerto Vanguardia), normales 1981-2010 | Parámetros climáticos promedio de Villavicencio (Aeropuerto Vanguardia), normales 1981-2010 | Parámetros climáticos promedio de Villavicencio (Aeropuerto Vanguardia), normales 1981-2010 | Parámetros climáticos promedio de Villavicencio (Aeropuerto Vanguardia), normales 1981-2010 | Parámetros climáticos promedio de Villavicencio (Aeropuerto Vanguardia), normales 1981-2010 | Parámetros climáticos promedio de Villavicencio (Aeropuerto Vanguardia), normales 1981-2010 | Parámetros climáticos promedio de Villavicencio (Aeropuerto Vanguardia), normales 1981-2010 | Parámetros climáticos promedio de Villavicencio (Aeropuerto Vanguardia), normales 1981-2010 | Parámetros climáticos promedio de Villavicencio (Aeropuerto Vanguardia), normales 1981-2010 | Parámetros climáticos promedio de Villavicencio (Aeropuerto Vanguardia), normales 1981-2010 |
| Mes                                                                                         | Ene.                                                                                        | Feb.                                                                                        | Mar.                                                                                        | Abr.                                                                                        | May.                                                                                        | Jun.                                                                                        | Jul.                                                                                        | Ago.                                                                                        | Sep.                                                                                        | Oct.                                                                                        | Nov.                                                                                        | Dic.                                                                                        | Anual                                                                                       |
| ------------------------------------------------------------------------------------------- | ------------------------------------------------------------------------------------------- | ------------------------------------------------------------------------------------------- | ------------------------------------------------------------------------------------------- | ------------------------------------------------------------------------------------------- | ------------------------------------------------------------------------------------------- | ------------------------------------------------------------------------------------------- | ------------------------------------------------------------------------------------------- | ------------------------------------------------------------------------------------------- | ------------------------------------------------------------------------------------------- | ------------------------------------------------------------------------------------------- | ------------------------------------------------------------------------------------------- | ------------------------------------------------------------------------------------------- | ------------------------------------------------------------------------------------------- |
| Temp. máx. abs. (°C)                                                                        | 37.2                                                                                        | 39.5                                                                                        | 37.7                                                                                        | 37.5                                                                                        | 37.0                                                                                        | 35.5                                                                                        | 38.0                                                                                        | 36.0                                                                                        | 36.4                                                                                        | 36.9                                                                                        | 38.0                                                                                        | 37.5                                                                                        | 39.5                                                                                        |
| Temp. máx. media (°C)                                                                       | 31.6                                                                                        | 32.0                                                                                        | 31.4                                                                                        | 30.2                                                                                        | 29.5                                                                                        | 28.7                                                                                        | 28.5                                                                                        | 29.4                                                                                        | 30.3                                                                                        | 30.5                                                                                        | 30.4                                                                                        | 30.7                                                                                        | 30.3                                                                                        |
| Temp. media (°C)                                                                            | 26.7                                                                                        | 27.2                                                                                        | 26.8                                                                                        | 25.7                                                                                        | 25.2                                                                                        | 24.5                                                                                        | 24.2                                                                                        | 24.9                                                                                        | 25.5                                                                                        | 25.6                                                                                        | 25.6                                                                                        | 25.9                                                                                        | 25.6                                                                                        |
| Temp. mín. media (°C)                                                                       | 21.3                                                                                        | 22.0                                                                                        | 22.2                                                                                        | 21.6                                                                                        | 21.2                                                                                        | 20.7                                                                                        | 20.3                                                                                        | 20.5                                                                                        | 20.6                                                                                        | 20.9                                                                                        | 21.2                                                                                        | 21.0                                                                                        | 21.1                                                                                        |
| Temp. mín. abs. (°C)                                                                        | 15.0                                                                                        | 16.0                                                                                        | 18.0                                                                                        | 18.0                                                                                        | 16.0                                                                                        | 15.0                                                                                        | 15.0                                                                                        | 15.0                                                                                        | 16.5                                                                                        | 15.0                                                                                        | 16.0                                                                                        | 16.0                                                                                        | 15.0                                                                                        |
| Lluvias (mm)                                                                                | 63.0                                                                                        | 132.2                                                                                       | 230.4                                                                                       | 520.2                                                                                       | 673.8                                                                                       | 541.6                                                                                       | 460.6                                                                                       | 399.6                                                                                       | 406.8                                                                                       | 498.9                                                                                       | 424.5                                                                                       | 186.3                                                                                       | 4537.9                                                                                      |
| Días de lluvias (≥ 1 mm)                                                                    | 9                                                                                           | 11                                                                                          | 16                                                                                          | 24                                                                                          | 27                                                                                          | 27                                                                                          | 28                                                                                          | 25                                                                                          | 22                                                                                          | 24                                                                                          | 22                                                                                          | 15                                                                                          | 250                                                                                         |
| Horas de sol                                                                                | 170.5                                                                                       | 132.8                                                                                       | 111.6                                                                                       | 111.0                                                                                       | 120.9                                                                                       | 111.0                                                                                       | 114.7                                                                                       | 136.4                                                                                       | 153.0                                                                                       | 161.2                                                                                       | 147.0                                                                                       | 164.3                                                                                       | 1634.4                                                                                      |
| Humedad relativa (%)                                                                        | 68                                                                                          | 65                                                                                          | 71                                                                                          | 79                                                                                          | 82                                                                                          | 83                                                                                          | 82                                                                                          | 79                                                                                          | 77                                                                                          | 79                                                                                          | 80                                                                                          | 75                                                                                          | 77                                                                                          |
| Fuente: Instituto de Hidrologia Meteorología y Estudios Ambientales                         |                                                                                             |                                                                                             |                                                                                             |                                                                                             |                                                                                             |                                                                                             |                                                                                             |                                                                                             |                                                                                             |                                                                                             |                                                                                             |                                                                                             |                                                                                             |

## División Político-administrativa
La Cabecera municipal se encuentra dividida en 10 comunas (en la que se encuentras los 446 barrios):

Mapa de las comunas de Villavicencio

### Corregimientos
Villavicencio tiene bajo su jurisdicción varios centros poblados, que en conjunto con otras veredas, constituye los siguientes corregimientos:
| Corregimiento | Centros Poblados                                                                                               | Veredas |
| I             | - Concepción - La Nohora - Naturalia                                                                           | Montecarlo, Cuncía Baja, Rionegrito, La Cumbre, Las Mercedes, El Amor, Caño Blanco, La Unión.                                     |
| II            | - Buenavista - Pipiral - Servitá                                                                               | Buenos Aires, El Carmen, Contadero, Cornetal, Samaria, La Libertad, Mesetas Altas, Mesetas Bajas, San Juan de Ocoa, La Bendición. |
| III           | - La Argentina                                                                                                 | Santa María Baja, Santa María Alta, San Cristóbal, Quebrada Honda, Palmichal.                                                     |
| IV            | - Alto Pompeya - Rincón de Pompeya                                                                             | Quenane, Los Arrayanes, Puerto Colombia, Peralonso, Indostán, Puerto Tembleque, Rosaleño.                                         |
| V             | | Vanguardia, Puente Amarillo, El Cairo, La Poyata.                                                                                 |
| VI            | | Puente Abadía, Lourdes, Santa Teresa, Santa Helena Alta.                                                                          |
| VII           | - Apiay - Barcelona - Bella Suiza - Cocuy - La Cecilia - Llanerita - San Luis de Ocoa - Santa Rosa de Ríonegro | Brisa de Ocoa, La Llanerita, El Hachón, Santa Helena, Guamo, San Juan Bosco, Vegas del Guayuriba.                                 |

### Área metropolitana
El área metropolitana es una conurbación colombiana no oficialmente constituida, pero existente de facto; reúne los municipios geográficamente más cercanos a la ciudad de Villavicencio, estos son: Acacías, Guamal, Restrepo y Cumaral, todos pertenecientes al departamento del Meta. Su núcleo político y económico es su capital, Villavicencio.
| Villavicencio | 1.338 | 558.299 |  |
| Acacías       | 1.129 | 94.017  |  |
| Cumaral       | 580   | 23.743  |  |
| Restrepo      | 434   | 19.099  |  |
| Guamal        | 785   | 14.807  |  |
| Total         | 4.266 | 709.965 |  |
| DANE 2018     |       |         |  |

## Economía
La agricultura, la ganadería, y la minería son pilares de la economía de la ciudad desarrollada por un importante y agitado comercio, respaldado en el recurso financiero, que la convierten en el polo de desarrollo de todos los llanos orientales.
En los últimos años la ciudad ha alcanzado un desarrollo económico fortalecido por el sector del comercio, gracias a la dinámica generada por las vías de comunicación que canalizan hacia el interior y el centro del país la industria agropecuaria y agroindustrial del Llano; como también la de productos que ingresan a la región provenientes de diferentes lugares de Colombia. Es muy importante la actividad de la construcción. La explotación de gas y petróleo en el campo de Apiay forman parte de la actividad minera de la región.
Es un importante centro de acopio y paso obligado para la mayoría de la cosecha y el ganado pecuario que se produce en la región de los llanos orientales de paso al centro del país. En la ciudad o en sus alrededores se encuentra una importante industria procesadora de arroz y de aceite de palma al igual que producción de concentrados y semillas además de una incipiente industria metalmecánica.
La ciudad cuenta con varios centros comerciales, siendo los principales:
- Centro Comercial Llanocentro: Bodytech, Grand Hotel.
- Centro Comercial Unicentro: con Éxito Vivero, Pepe Ganga, Arturo Calle, Cine Procinal, Studio F, entre otros.
- Centro Comercial Viva Villavicencio (anteriormente Centro Comercial La Sabana): con Éxito Wow!, Panamericana, Cine Colombia, Home Sentry, entre otros.
- Centro Comercial Villacentro: con almacenes Olímpica, Cine Multiplex, entre otros.
- Centro Comercial Único: con KFC, Cosechas, Arena entre otros.
- Centro Comercial Primavera Urbana: con Falabella, Carulla, Cinemark entre otros.
- Centro Comercial La Hacienda.

Destacan también los almacenes Homecenter, Constructor, sus almacenes Éxito que son (Éxito Amigo, Éxito Wow!, Éxito Vecino, Éxito Vivero, Éxito Express y SurtiMax), Makro, Alkosto, Tiendas Metro, Tiendas Olímpica y Tiendas El Triunfo.
Sector agrícola
Entre los productos agrícolas más extendidos en la región se encuentran: arroz, soya, maíz, frutales, yuca, algodón y cacao. Algunos de los anteriores cultivos se sembraban amplia-mente durante los años 80 y 90. Debido a reformas del estado estos cultivos fueron desapareciendo en la región y llevando a los campesinos a perdidas importantes de sus fundos.
En el año 2008 hubo crisis con el cultivo del arroz por importaciones ilegales que entraban por Ecuador y llegaban a Colombia; Los arroceros de las diferentes zonas del país entraron en huelgas y protestas contra el estado, ya que no había una solución rápida, pues el ministro de agricultura profesaba arreglos económicos con los molinos pero no resultaba en realidad. Para el año 2009 hubo una mejoria para este cultivo, significando tranquilidad para algunos campesinos. Sin embargo otra vez se vio afectado este sector, debido al surgimiento de una enfermedad no reportada en este cultivo, presuntamente ocasionada por una bacteria, la cual hasta el año en curso (2010), es un dolor de cabeza para los arroceros.
Sector pecuario
En este renglón la ganadería bovina reporta unas 88 000 cabezas de ganado, de las cuales aproximadamente 7200 son vacas de ordeño que producen unos 24 000 litros diarios de leche. De igual manera guarda importancia la producción porcina, piscícola y la avícola de engorde y postura.
Sector minero
Si bien la variedad de los suelos de su jurisdicción le brinda grandes beneficios, también su subsuelo le depara riqueza a partir de los yacimientos de petróleo en el cercano Complejo Apiay-Ariari, con sus estaciones Apiay, Suría y Reforma-Libertad, que reportan un promedio diario de barriles extraídos que oscila entre 90 000 y 100 000 unidades (mayo de 2009).[cita requerida]
Sector financiero
Tienen asiento en la ciudad diferentes firmas financieras del país, casi unas cincuenta oficinas bancarias, la gran mayoría con servicios de cajeros automáticos. Cuenta también con oficinas de cambios de divisas en los principales centros comerciales como Unicentro, Llanocentro, Viva Villavicencio (anteriormente La Sabana), Villacentro, Los Centauros y Único (Centro Comercial Outlet).

## Infraestructura y equipamiento urbano

### Salud
La ciudad dispone de cerca de 207 instituciones prestadoras de servicios de salud en su gran mayoría de carácter privado. Se destacan el Hospital Departamental de Villavicencio, el cual cuenta con unidades de cuidado intensivo - U.C.I., un banco de sangre categoría A, con tecnología de punta, obtención y preparación de componentes sanguíneos y procedimiento de plaquetaferesis. También se destaca la clínica Carlos Hugo Estrada del Instituto de Seguros Sociales comprada a mediados de 2008 por la Universidad Cooperativa de Colombia, actualmente denominada Corporación Clínica Universidad Cooperativa de Colombia; la Clínica Martha, actualmente propiedad de Saludcoop EPS y la Clínica del Meta que es la única institución de carácter privado totalmente independiente, que cuenta con un servicios de cuarto nivel.

### Educación
La ciudad de Villavicencio cuenta con una red de instituciones de carácter público y privado que prestan y garantizan el derecho de la educación a nivel de Básica Primaria, Básica Secundaria, Media Técnica y superior. Como la ciudad eje de los Llanos Orientales, Villavicencio es el principal centro urbano universitario de la región al cual llegan jóvenes de los departamentos vecinos.
Universidades e instituciones de educación superior
- Universidad de los Llanos: Antes Universidad Tecnológica de los Llanos; Pública de orden nacional, la primera universidad de la ciudad y de la región, cuenta tres sedes (Barcelona, San Antonio y CDE), haciendo presencia también en el municipio de San José del Guaviare. Se destaca por los programas de Ingeniería Agronómica, Medicina Veterinaria y Zootecnia, Enfermería, Licenciatura en Educación Física, Ingeniería Electrónica, Economía y Licenciatura en Educación Infantil. Además cuenta con varios programas de especialización y maestrías.[25]
- Universidad Santo Tomás: Ofrece programas presenciales, y más de 22 Programas en modalidad Abierta y a Distancia (VUAD), entre los que se destacan: Negocios Internacionales, Administración de Empresas Agropecuarias, Ingeniería Civil, Ingeniería ambiental, Psicología, Derecho y Contaduría Pública. Cuenta con Acreditación Institucional de Alta Calidad Res. 01456/29/01/2016[26]
- Escuela Superior de Administración Pública: Institución universitaria oficial nacional, con 15 sedes en todo el territorio colombiano, con centro en las principales capitales y una constante expansión en cobertura educativa. Ofrece el Programa Profesional de Administración Pública, además de diversos diplomados y maestrías en las ciencias relacionadas con el saber administrativo público.[27]
- Universidad Nacional Abierta y A Distancia: Ubicada en el municipio de Acacías, ofrece programas en modalidad virtual y a distancia, como Administración de Empresas, Zootecnia, Música, Comunicación Social, Psicología, Derecho, Ingeniería de Alimentos, entre otras.
- Universidad Cooperativa de Colombia: La Universidad Cooperativa de Colombia, es una institución de Educación Superior fundada en 1958, de propiedad social, que por su origen y organización pertenece al sector de la Economía Solidaria. Cuenta con sedes en otras ciudades del país.[28]
- Corporación Universitaria del Meta: Cuenta con 14 programas de pregrado, 25 especializaciones, 23 diplomados y varios cursos de extensión.[29]
- Corporación Universitaria Minuto de Dios: ofrece las siguientes carreras y cursos libres: Comunicación Social-Periodismo, Administración de Empresas, Tecnología en Informática, Tecnología en Comunicación Gráfica, entre cursos libres de Informática Básica, Sistema operativo Linux, Corel Draw®, Algoritmos y Programación Básica.
- Fundación Universitaria San Martín: Bajo la modalidad de educación abierta y a distancia ofrece los programas de: Administración de Empresas, Contaduría Pública e Ingeniería de Sistemas.[30]
- English and French Institute, institución especializada en la enseñanza de inglés y de francés. Es la única institución en el llano que es centro oficial TOEFL de los Estados Unidos.
- INANDINA: Institución de Educación para el Trabajo y el Desarrollo Humano de orden nacional, con 6 sedes en el territorio colombiano, cuenta con varios programas de educación presencial, semi-presencial, a distancia y virtual.[31]
- Institución Educativa Marco Antonio Franco Rodríguez: Megacolegio inaugurado en el año 2016, construido por parte del departamento con una inversión de 11.240 millones de pesos. Tiene un área de 10.200 metros cuadrados y capacidad para 1.440 alumnos.[32]
- Universidad Antonio Nariño.
- Fundación CIDCA.
- Corporación Universitaria Autónoma de Nariño.
- Corporación Universitaria de Colombia Ideas.
- Instituto Jorge Isaacs: Institución de Educación para el Trabajo y el Desarrollo Humano, cuenta con programas de educación por ciclos lectivos especiales, además de educación básica secundaria, media vocacional y técnica laboral por competencias
- Corporación Universitaria Remington: Cuenta con varios programas de pregrado como Administración de Negocios Internacionales, Contaduría Pública, Ingeniería de Sistemas Tecnologías, además de postgrados en Gerencia en informática, Revisoría Fiscal y Contraloría.
- Corporación Unificada Nacional de Educación Superior (CUN): Es una institución de carácter privado,  con una trayectoria de más de treinta años en el mundo de la educación superior en Colombia. En la Regional Meta, tiene cinco sedes: Villavicencio (principal), Castilla La Nueva, Granada, San Juan de Arama y Puerto Inírida (Guainía), en las cuales se imparte bajo la modalidad virtual o a distancia. Se destaca por los programas de Administración de Empresas y Administración de Empresas Agroindustriales en la modalidad a distancia, además de diversas opciones en educación continuada.
- Corporación Iberoamericana de Ciencia y Tecnología CIBERCTEC con más de 20 años, Educación para el Trabajo y el Desarrollo Humano, programas técnicos por competencias laborales, operador logístico de la Corporación Universitaria Uniremington de Medellín, sedes en Villavicencio, Acacías, Granada y San José del Guaviare.

### Transporte
En lo referente a la infraestructura física para el transporte terrestre y aéreo intermunicipal e interdepartamental, la ciudad cuenta con una terminal de transportes ubicada en el Anillo Vial con la Avenida Los Maracos y por el Aeropuerto Vanguardia. Las empresas de transporte que brindan este servicio son: Arimena, Tax Meta, Autollanos, Macarena, Libertadores, Concorde, Sugamuxi, Morichal, Expreso Bolivariano, Cootransaguazul. En cuanto a transporte aéreo se refiere, cuenta con las aerolíneas Avianca, Satena, Viva Air y Easyfly que hacen rutas nacionales.  Los departamentos cercanos como Vaupés, Guaviare, Arauca, Guainía y Casanare, además del municipio de la Macarena son conectados por varias líneas de Aerotaxis, cargueras y la empresa estatal Satena que comunican con el interior de la región y los poblados más distantes

### Infraestructura Vial
Los principales corredores viales que la capital del Meta dispone son:
Avenida del Llano (Calle 31);
Avenida Circunvalar (Calle 15 y Carrera 19);
Avenida Los fundadores (más conocida como vía Puerto López) (Carrera 33 y Carrera 22);
Avenida Los Maracos (Calle 15 y Carrera 18);
Avenida Alfonso López (Carrera 29);
Avenida Cuarenta (Carrera 40 y Carrera 48);
Anillo Vial (Calle y Carrera 1);
Avenida Catama (Calle 35) es la más extensa de la ciudad.
Son cuatro los corredores urbanos más importantes en relación con su función, a saber:
1. Anillo Vial Central: Distribuidor de transporte urbano
2. Avenida del Llano: Fluye todo el sistema de tránsito regional
3. Avenida Circunvalar: Fluye el tráfico vehicular de cobertura urbana
4. Anillo Perimetral o Vial: Da salida parcial a todo el tráfico regional, rodea el perímetro urbano.

### Servicio Públicos
Alcantarillado
La red de Alcantarillado de Villavicencio es combinada ya que evacua, a cargo de la Empresa de Acueducto y Alcantarillado de Villavicencio (EAAV) sin ningún manejo técnico, por un mismo conducto aguas residuales y lluvias, que tienen como receptores a los caños Gramalote, Parrado, Maizaro, Buque y La Cuerera, que atraviesan la ciudad, que tienen como receptor final los ríos Guatiquia y Ocoa.
Solamente existen seis plantas de tratamiento de aguas servidas por sistemas aeróbico y anaeróbico, ubicadas en los conjuntos residenciales Llano Lindo, Rincón de las Lomas, Santillana, Guatapé y Ciudad Salitre. Además varios barrios subnormales utilizan pozos sépticos.
Aseo
Está a cargo de la empresa de economía mixta Bioagrícola del Llano S.A. desde el año 1996 con una cobertura del 98%, recogiendo en promedio unas 280 toneladas diarias de basuras, las que tienen como disposición final un relleno sanitario en el Kilómetro 18 vía Caños Negros.
Acueducto
La zona urbana es atendida por el acueducto principal, a cargo de la Empresa de Acueducto y Alcantarillado de Villavicencio (EAAV), que se surte de las bocatomas de Bavaria, Puente Abadía, Quebrada Honda, Caño Parrado, así como de los pozos profundos de los barrios Dos Mil, Esperanza 1, Olímpico, La Rosita, Remanso, Estero, Parque La Llanura y El Jardín con una cobertura del 91.82%.
Energía eléctrica
Se presta a través de la Empresa Electrificadora del Meta (EMSA), que se surte del Sistema Nacional de Energía, interconexión Guavio a través de dos subestaciones: La Reforma y El Barzal. Ofrece una cobertura del 96%.
Gas natural
El suministro domiciliario de este combustible natural obtenido en los pozos de Apiay, lo hace la entidad Llanogas S.A., que ofrece una capacidad instalada que soporta una cobertura del 99% sobre la población potencial usuaria.
Telefonía
Este servicio es atendido por: 
- (ETB) Anteriormente la Empresa de Telecomunicaciones del Llano E.S.P. (ETELL).
- Claro Anteriormente TELMEX.
- Movistar Anteriormente Telecom.
- Tigo Por medio de telefonía IP.

Con líneas domiciliarias y comerciales, así como para el sistema de telefonía celular. Su uso en el periodo 1995-1999 pasó de 11 150 a 100 693 abonados.
Internet
El servicio es prestado por diferentes empresas a través de redes de cable de par trenzado, cable coaxial y satélite.
- Movistar Anteriormente "Telecom" fue la primera empresa prestadora de este servicio.
- (ETB) Anteriormente la Empresa de Telecomunicaciones del Llano E.S.P. (ETELL).
- Claro Anteriormente TELMEX.
- Tigo

Debido al avance tecnológico que ha tenido el País se ofrece Internet vía modes por medio de una SimCard con tecnología 3G y 4G LTE, las empresas que brindan este servicio en Villavicencio son:
- Tigo

Telefonía Celular
Colombia ha acogido empresas de telecomunicaciones a través de los años las cuales todas tienen cobertura en la Ciudad de Villavicencio, todas con servicio 4G LTE + en la ciudad, las cuales son:
- (ETB).
- Movistar.
- Claro.
- Tigo Anteriormente Ola.
- Uff Móvil. Ya desaparecido por insolvencia económica.
- Virgin Mobile.
- Avantel Esta presta servicios de telefonía celular e Internet corporativo.
- Móvil Éxito de propiedad del grupo Éxito.
- Flash Mobile nuevo operador móvil.

Actualmente la administración local pone en marcha el programa «Meta Digital», que consiste en brindar a la población espacios dotados de Internet de banda ancha, de libre acceso para todos los ciudadanos, como la plaza los libertadores (plaza principal) y la casa de la cultura.
TV Paga
Villavicencio cuenta con empresas las cuales presta el servicio de televisión por cable, Fibra Óptica y/o satélite las cuales son:
SATÉLITE.
- Movistar
- DirecTV
- Claro

FIBRA ÓPTICA.
- Claro
- Tigo
- ETB
- Movistar

CABLE.
- Claro
- Fiesta Telecomunicaciones y otras empresas de TV comunitarias.
- Tigo
- Movistar

ABIERTA
- TDT

## Turismo
A las posibilidades naturales que su territorio ofrece para el descanso, se suman las obras de modernización de la carretera que acortaron en distancia y tiempo el trayecto con la capital de la República. De esta manera Villavicencio y demás municipios adyacentes (Acacías, Cumaral, Restrepo, Puerto Lopéz, Puerto Gaitán, Cáqueza) se ofrecen como nuevos destinos turísticos. En preparación para atender esta demanda, se implementan planes y estrategias de desarrollo turístico por parte de los gobiernos departamental y municipal, así como la seccional de Cotelco. En lo relacionado con infraestructura física la ciudad dispone de un aceptable inventario hotelero, así como de fincas agroturísticas.

### Entretenimiento
- Cine Colombia: Es el teatro de cine más grande de la ciudad, ubicado en el Centro Comercial Viva Villavicencio, cuenta con 8 salas de cine, de las cuales 1 es la Dinamix 4D y la otra la MEGASALA.

- Procinal: Teatro de cine ubicado en el centro comercial Unicentro, este cuenta con 4 salas de cine.
- Cine Multiplex Villacentro: Es un teatro de cine del centro comercial Villacentro, este cuenta con 3 salas de cine.
- Cines 3 Llanocentro : Es un teatro de cine ubicado en el centro comercial llanocentro, contiguo al centro comercial Villacentro
- Cinemark: Es el teatro de cine ubicado en el centro comercial Primavera Urbana.
- Royal Films: Es el teatro de cine ubicado en el centro comercial único villavicencio

### Sitios de interés
- Plaza los Libertadores: es considerado como uno de los mejores parques de la capital, ubicado en el centro de la ciudad, allí se encuentran los bustos del libertador Simón Bolívar y el general Francisco de Paula Santander.

- Catedral de Nuestra Señora del Carmen: en 1845 pasó por la población de Gramalote el cura párroco de San Martín, Ignacio Osorio, quien insinuó y convenció a los vecinos del caserío de que debería edificarse una capilla que, además de ser refugio de católicos y creyentes, iniciaría la demarcación de una plaza que simboliza a la población. La iniciativa fue acogida por los habitantes del lugar quienes ofrecieron construirla. Tres años más tarde, en 1848, volvió el sacerdote y encontró la labor concluida rudimentariamente; la bendijo poniéndola bajo el amparo de Nuestra Señora del Carmen.

- Monumento a Cristo Rey: localizado en la parte alta de la ciudad, en el cerro denominado El Redentor, desde el cual podemos observar la ciudad en toda su extensión y belleza. Obra iniciada en 1949 por el párroco Elíseo Achury Garavito.  Diseñado por el arquitecto José Adam Reinier Ramakers.

- Monumento a Los Fundadores: Fue la última obra realizada por el reconocido escultor colombiano, Rodrigo Arenas Betancourt, se encuentra ubicado en el parque que lleva el mismo nombre en la vía que de Villavicencio conduce a Acacías.

- Bioparque Los Ocarros: por la vía que conduce a Restrepo y Cumaral, alrededor del lago que forma las aguas del caño Vanguardia y como puerta de entrada a la reserva natural del mismo nombre. Es la única institución zoológica del país dedicada exclusivamente a la preservación de las riquezas naturales regionales, que reúne de manera integral la biodiversidad de fauna, floral y de ecosistemas propios de la Orinoquía Colombiana. Exclusivamente flora y fauna de la región, destacan el serpentario, los ocarros u armadillos gigantes, el caimán del orinoco y el oso de anteojos.

- Merecure Parque Agroecológico: por la vía que conduce al municipio de Puerto López, se encuentra el parque agroecológico más grande de iberoamérica, el cual integra: turismo, recreación y respeto por la naturaleza. El parque cuenta con varias zonas entre las cuales se destacan: Eco-zoo, Hotel, Playa Alta, Restaurante, Pueblito Llanero u Orinoquito, Reserva Indígena, Laguna Tucunare, entre otros. Cuando alguien visita Merecure ingresa a un mundo lleno de aventura y emoción, en medio de un paisaje exuberante en fauna y flora nativa de la Orinoquía colombiana.

- Parque Las Malocas: escenario diseñado con la nueva concepción del parque temático, en donde se presentara una exhibición permanente del mundo del caballo, de la cultura e idiosincrasia llanera a través del ambiente de un «hato llanero» representado con una vivienda típica, caballerizas, trabajo de llano, coleo, corrales ganaderos, jagüey y un área destinada al cultivo de la yuca, el plátano topocho y pancoger denominada “conuco”. Durante el año 2007 se inauguró el sendero de mitos y leyendas, en donde encontramos la Bola de Fuego, La pata sola entre otros.

- Casa de la Cultura «Jorge Eliécer Gaitán»: fundada el 11 de junio de 1971, fomenta, estimula y difunde las manifestaciones culturales, posee una biblioteca pública, que a su vez presta los servicios de biblioteca escolar. Además cuenta con el Cine Club Villavicencio, donde se proyectan películas de gran calidad cultural; también tiene una Escuela de Artes.

- Complejo Agroindustrial y Ganadero CATAMA: situado a 7 km de la ciudad, vía a Caños Negros, de propiedad del Fondo Ganadero del Meta. Es uno de los complejos de mayor importancia para el departamento. Allí se realiza la Feria Exposición Pecuaria y Agroindustrial más importante del departamento. Sitio de interés turístico por sus mercados de ganado y su bella estructura arquitectónica. Además, conferencistas reconocidos y discusión de temas de impacto para el desarrollo de la región.

- Monumento a los Caídos en Acción: ubicado en la vía a Puerto López. Monumento que se erige en honor al General asesinado Carlos Julio Gil Colorado y a los soldados caídos en combate.

- Parque de la Vida: construido en favor de la comunidad, está ubicado a un extremo de la Avenida Circunvalar; cuenta con un salón de conferencias, destinado para exposiciones culturales; servicio de restaurante, piscinas para niños y adultos y campos abiertos para recreación; por su belleza y perfección, se destaca como uno de los principales centros de atracción, recreación y deporte para la juventud llanera. Cuenta además canchas de fútbol, una de ellas sintética y amplias zonas verdes.

- Parque de los Periodistas: Más conocido como Parque Infantil, recibió este nombre el 9 de febrero de 1987, de común acuerdo con la Alcaldía y el Consejo y el Círculo de Periodistas del Meta. Antes se llamaba "Parque Infantil".

- Parque de los Estudiantes: recibió este nombre a raíz de la muerte de los estudiantes Alexis Umaña y Yesid Castañeda, en 1974. El monumento que allí se levanta se denominó "Espíritu y Sangre", en homenaje al pueblo que lucha por su liberación. Fue elaborado por el maestro Álvaro Vásquez. Ubicado frente al parque banderas y la Corporación Universitaria del Meta

- Concha Acústica «Arnulfo Briceño Contreras»: sitio de recreación denominado mirador turístico, donde puede observarse parte del paisaje de la ciudad, creado con el fin de presentar eventos musicales, folclóricos y culturales.

- Plaza de Banderas: inaugurada el 6 de abril de 1985, el diseño y la dirección de la obra estuvieron a cargo de la administración municipal con la ayuda de las comunidades.Las astas y el material para su ejecución fueron donados por las juntas de acción comunal. Vale la pena destacar que allí se levanta el busto del prócer de la independencia Antonio Villavicencio y Verástegui, por quien se adoptó el nombre de la ciudad.

- Parque Sikuani: Ubicado al oriente de la ciudad, fue un antiguo parque de atracciones en el cual actualmente se está construyendo un complejo deportivo compuesto por 12 canchas de tenis, 3 canchas multipropósito y 3 canchas sintéticas de futbol 5.

- Plazoleta los Centauros: Centro cultural donde se reúnen los pobladores para apreciar las diferentes manifestaciones del folclore llanero. También es considerado como un sitio para realizar negocios y tomar una cerveza.

- Parque El Hacha: se construyó en homenaje a José Eustasio Rivera, poeta y novelista colombiano, escritor de La Vorágine, obra donde narra las leyendas de los llanos del Orinoco y la Selva Amazónica. El hacha representa el esfuerzo del labriego, construida en 1977.

- Centro de la Ciudad: Puede observarse la plaza central, comercio variado y calle de los cafés, en donde puede adquirirse esta bebida.

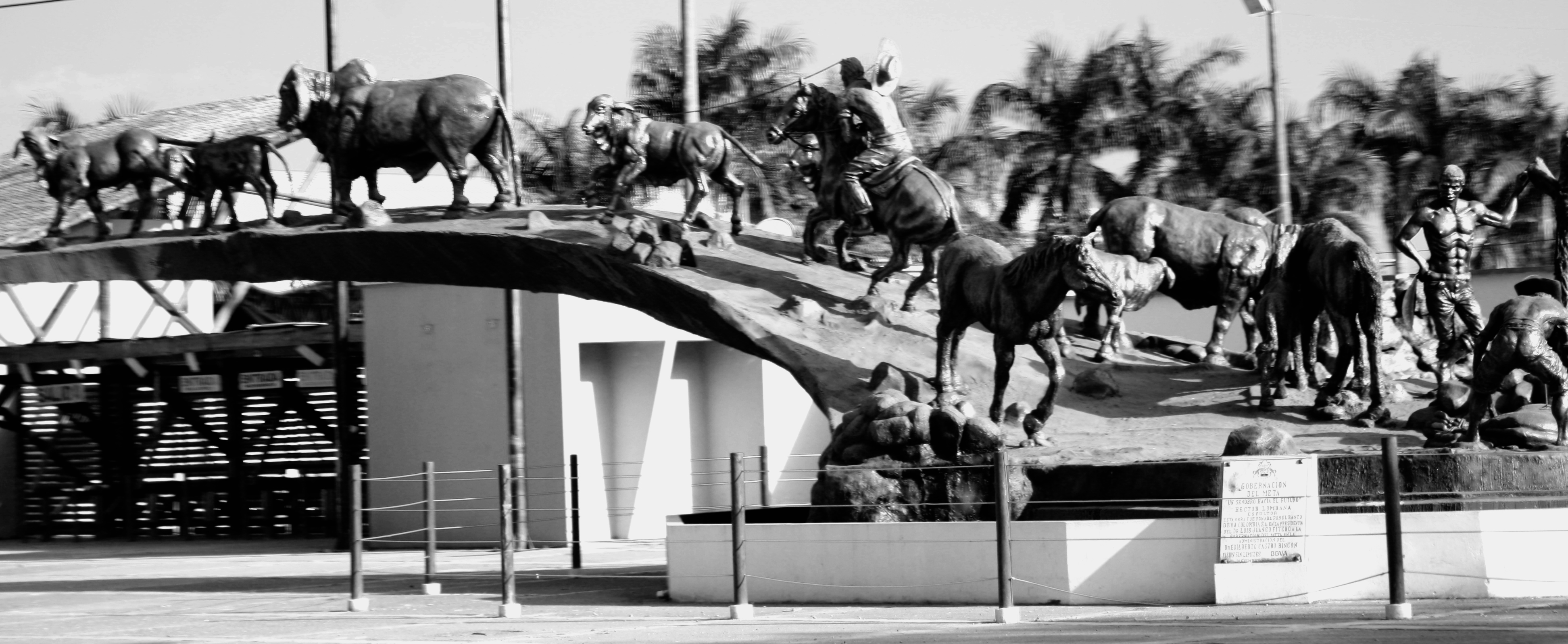
Monumento del parque las Malocas
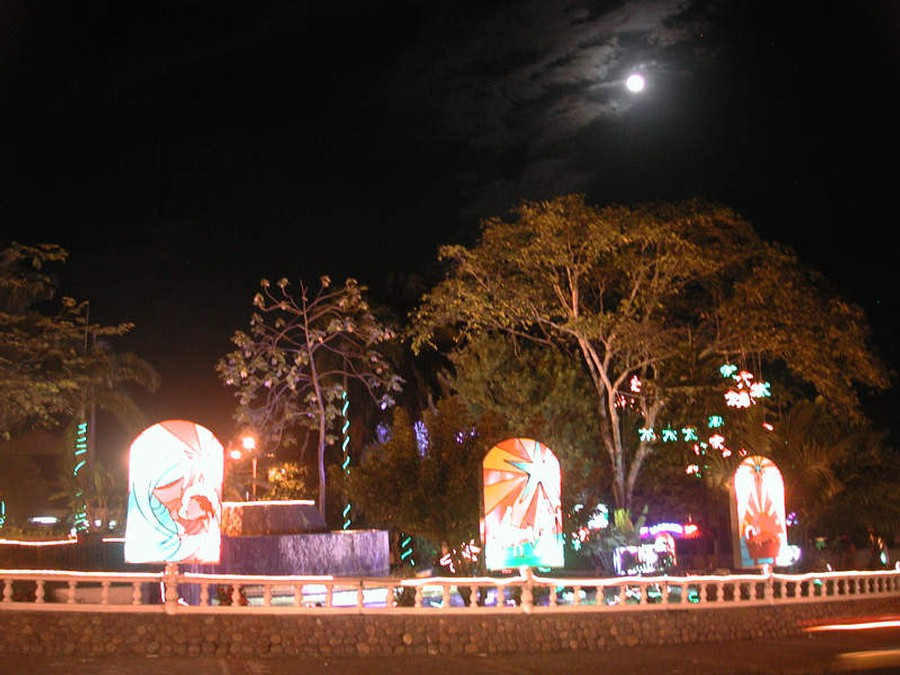
Glorieta de La Grama
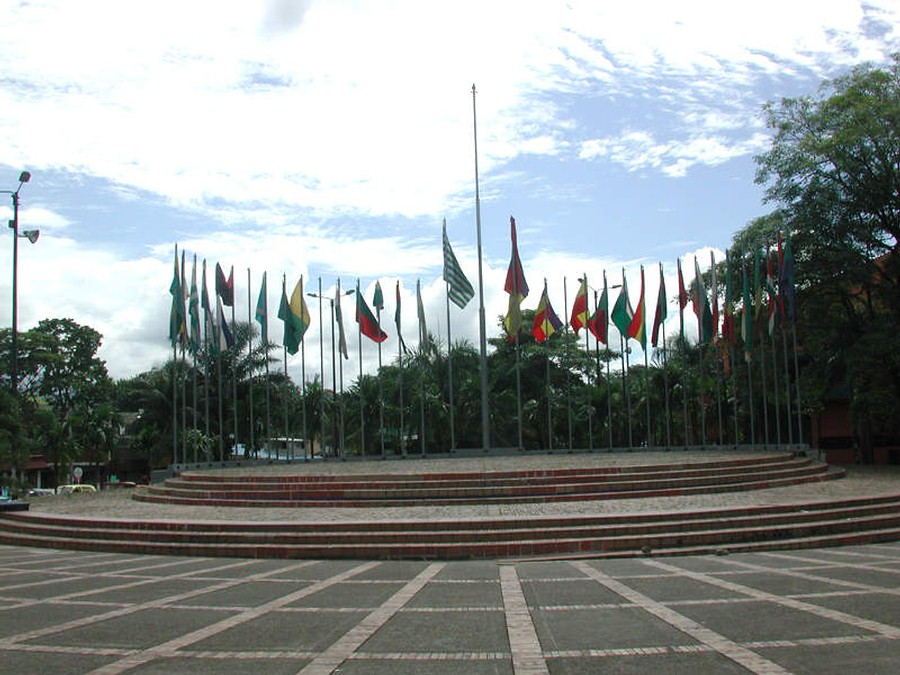
Plaza de las Banderas
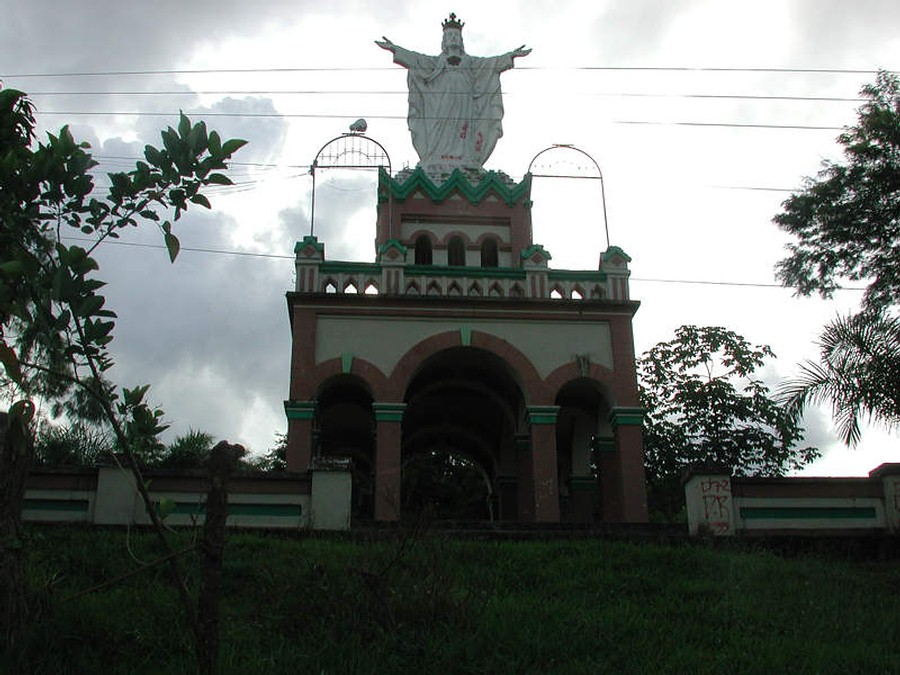
Cristo Rey
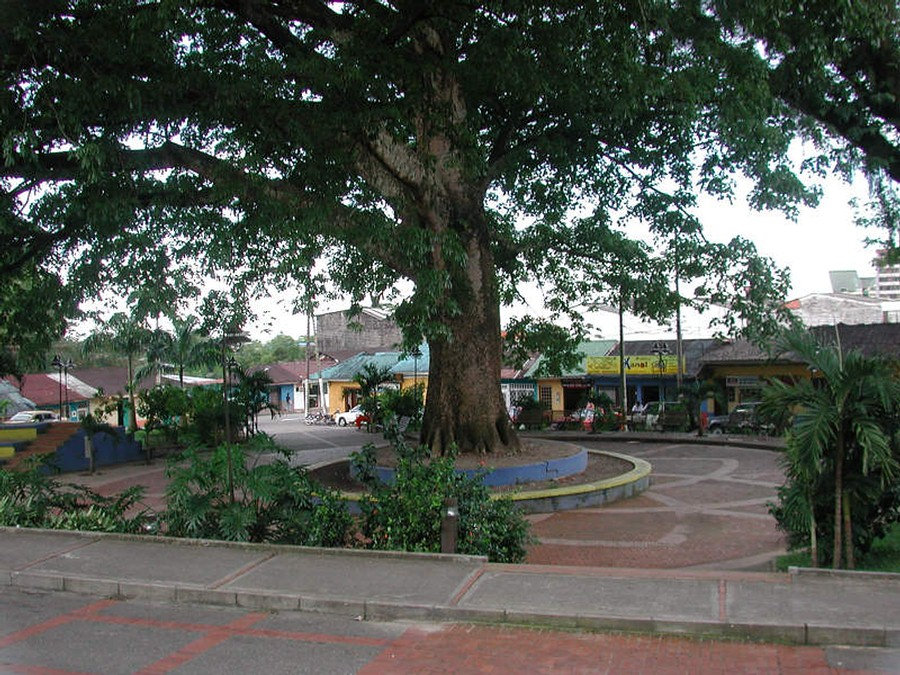
Parque de los Periodistas
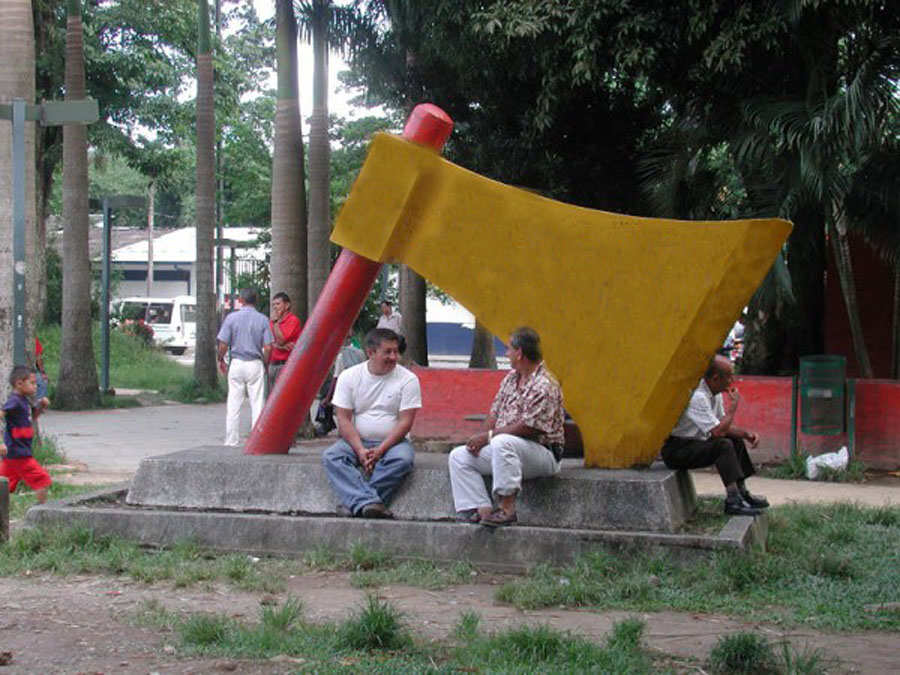
Parque el Hacha
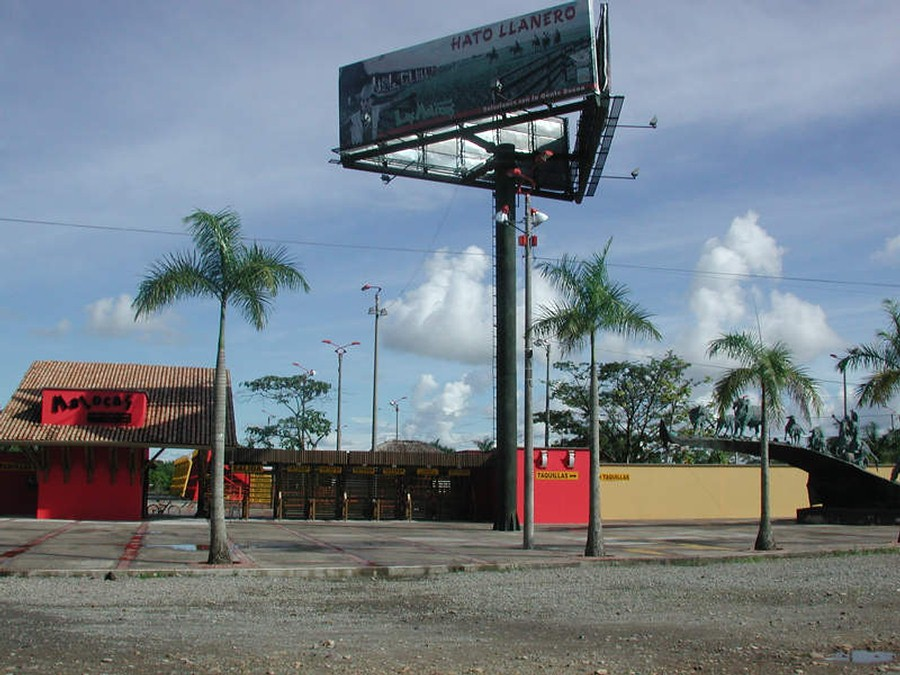
Parque las Malocas

### Festividades y eventos
- Feria Agroindustrial Pecuaria y Equina grado "A" de Catama. Celebrada en el mes de enero, para seleccionar los mejores ejemplares de equinos y bovinos del país.
- Expomalocas. Es la feria agroindustrial más importante de la orinoquía colombiana y se celebra en Villavicencio, Meta. Se realiza anualmente en el Parque de las Malocas.
- Festival de la Canción Colombiana. La ciudad es cuna de este evento que se celebra cada año y está dedicado a los ritmos típicos de la llanura. (Este evento se unificó con el Torneo Internacional del Joropo).
- Cumpleaños de la Ciudad. El 6 de abril se celebra los cumpleaños de la ciudad con diferentes eventos culturales y folclóricos.
- Torneo Internacional del Joropo. Realizado en junio-julio en el Parque Las Malocas, con conciertos de artistas nacionales e internacionales, reinado internacional del joropo y concursos de música llanera. Su evento principal es el Joropodromo, en el cual más de 1300 parejas bailan sin parar recorriendo la Avenida 40 desde Unicentro hasta el Hotel Estelar.
- Encuentro Mundial de Coleo. En el mes de octubre se reúnen coleadores nacionales e internacionales para disputar este evento que se celebra en la manga de Coleo ubicada en el parque Las Malocas.(deporte vernáculo que consiste en tomar una res por la cola desde una cabalgadura y hacerlo caer al suelo).
- Día de la Llaneridad. Se cumple el último viernes de cada mes teniendo el fin de estimular y aumentar el sentimiento de pertenencia y arraigo por las costumbres locales.
- Festival Llanero. Celebra la identidad cultural de la ciudad.

Otros eventos destacados de la ciudad: El día del Departamento, el 1 de julio..
Además de las fiestas propias de la ciudad, es posible encontrar ferias y fiestas en municipios aledaños, el departamento del Meta y los Llanos Orientales son famosos por sus grandes ferias y fiestas. Durante todo el año se puede disfrutar de diversos eventos que se llevan a cabo en los diferentes municipios del departamento. Dentro de las ferias y fiestas más importantes se encuentran el Festival del Coleo, Festival de Verano de Puerto Gaitán, Festival de la Cachama, Festival de la mujer vaquera, Joropódromo, Concurso de Coleo entre otros.

## Cultura
Villavicencio hace parte de la región de los Llanos Orientales de Colombia la condición de tierra de inmigrantes; desde su fundación hasta la actualidad, gentes provenientes del interior del país y de las costas han buscado y encontrado en la ciudad las condiciones y la receptividad para establecerse; al mismo tiempo, han contribuido a forjar una cultura mestiza en la que, sin embargo luchan por imponerse una relación más sólida con la región, un lazo de identidad con la cultura llanera. La mamona, el pan de arroz, el coleo, las peleas de gallos, el joropo, la danza, las leyendas, el mito, el renovado y popularizado uso del poncho, entre otros viven actualmente una lucha para no desaparecer ante el empuje de la vida urbana o moderna. El folclore está compuesto por las costumbres tradicionales del pueblo.

### Música
En Villavicencio nació el cantautor, reconocido en la región y a nivel nacional, Luis Ariel Rey Roa, quien fue el primer cantautor de joropo en toda la región de los llanos orientales de Colombia. Inició su labor en 1948. Es reconocido por obras como "Ay, sí, sí", "El coplero respondón", entre otros.

### Literatura
El escritor por excelencia representante de la ciudad y de la región es el poeta Eduardo Carranza, quien ocupa un lugar importante entre los escritores colombianos. Además existen otros que desarrollan diversos estilos de literatura, como la escritora araucana, residente en Villavicencio, Silvia Aponte Rodríguez quien se ha dedicado a la recopilación de la tradición oral (leyendas e historias llaneras), el filósofo y escrito Nayib Camacho y el periodista asesinado Julio Daniel Chaparro.

### Gastronomía
En Villavicencio los platos típicos son a su vez representativos de la gastronomía de los Llanos Orientales.
Carne a la llanera (mamona o ternera)Carne de ternera asada en leña y adobada solamente con sal y cerveza. Se sirve acompañada con yuca, papa y plátano; opcionalmete se acompaña con un guiso o salsa a base de ají y una cerveza o limonada a base de panela. En la ciudad existe una gran variedad de restaurantes y asaderos que ofrecen varios platos típicos de la región. Este es el plato más representativo de la región de los Llanos, de tal manera que puede encontrarse en otras latitudes del país.
Arepas y panesArepas de arroz, pan de arroz, pan de yuca, envueltos de mazorca y maíz, Tungos, Pisillo de pescado, Sancocho trifásico, caldo de pata, sopa de picado, caldo de pajarilla.
Pan de arroz
El pan de arroz es un snack hecho a base de arroz y cuajada el cual actualmente se está llevando un plan especial de salvaguardia ante el Ministerio de Cultura de Colombia y también por medio de la Asociación de productores y comercializadores de pan de Arroz del Meta (ASPAMET) con la ayuda de la Cámara de Comercio de Villavicencio, están impulsando el producto para aspirar a tener denominación de origen ante la Superintendencia de Industria y Comercio de Colombia, el pan de arroz es un eslabón importante en la gastronomía de Villavicencio, actualmente es el municipio en donde más se comercializa este alimento a nivel local, nacional e internacional, la panadería más tradicional y antigua productora de pan de arroz es Rosquipan desde 1990.
BebidasGuarulo, Masato, Limonada con panela, Guarapo de Piña y el café cerrero. Además de los licores típicos como Aguardiente Llanero y Ron San Martín Añejo.

## Deportes
Entre el 19 de enero y el 3 de febrero de 1985 se celebraron los XII Juegos Nacionales en Villavicencio; el departamento obtuvo 33 medallas.

La ciudad contó con un equipo de fútbol profesional, se trataba de Centauros Villavicencio, que jugaba en el Macal, el cual tiene capacidad para albergar a 15 000 aficionados, pero se trasladó para el segundo semestre de 2011 a la ciudad de Popayán, Cauca. Su gran éxito fue lograr el título de la primera B en 2002 derrotando al Alianza Petrolera de Barrancabermeja, que le dio el ascenso a la primera A, donde jugaría en la temporada 2003, e incluso logró la clasificación a los cuadrangulares semifinales en su primer semestre en primera, sin embargo ese mismo año descendió. El equipo vendió su ficha debido a problemas financieros y deportivos, influidos a su vez por la baja asistencia de aficionados.
Desde el 20 de abril de 2012 Villavicencio cuenta con el equipo profesional de fútbol Llaneros Fútbol Club S.A., representante de la ciudad en la Primera B del fútbol profesional colombiano, que juega sus partidos de local en el estadio Manuel Calle Lombana. Tiene el respaldo de la gobernación del Meta y la alcaldía de Villavicencio; su actual director técnico es Wilmer Sandoval. El estadio La Esperanza es utilizado por el equipo como campo de entrenamiento. En 2024 el equipo logró el ascenso a la Categoría Primera A, para disputar la temporada 2025 del fútbol colombiano.
En el 2020 llegaría el equipo femenino Club Llaneros Femenino a la región para disputar la Liga Profesional Femenina de Fútbol 2020.
En baloncesto, debutó en el año 2015 del segundo semestre el equipo Llaneros de Villavicencio en la Liga Baloncesto de Directv, donde logró llegar a semifinales, después desapareció en el año 2015 y no volvió a jugar la liga. Pero para el año 2021 sería refundado por medio del equipo de fútbol y debutará en la edición de la Liga Colombiana de Baloncesto 2021-II.
Sus partidos los jugará como local en el Coliseo Álvaro Mesa Amaya al igual que el anterior equipo.
Cuenta desde el año 2010 con una equipo profesional de futsal, el Club Deportivo Meta, que representa a la ciudad y el departamento en la Liga Colombiana de Futsal, donde ya obtuvo un título en el primer torneo de 2014. Juega los partidos como local en el Coliseo Álvaro Mesa Amaya. Donde también tuvo equipo de baloncesto en la Copa Nacional de Baloncesto 2018 ganando ese título, además al año siguiente en la Copa Nacional de Baloncesto 2019 logra el tercer puesto en esa edición.
En fútbol de salón, debutó en el año 2011 el equipo Atlético Villavicencio en la Copa Profesional de Microfútbol, tiempo desde el cual ha participado de manera permanente con excepción del año 2015. Sus partidos como local los juega en el Coliseo Álvaro Mesa Amaya.
En el Año 2019, el estadio Manuel Calle Lombana tendría una nueva remodelación, cambiando en 2020 su nombre a estadio Bello Horizonte. Sus partidos los jugará como local en el Coliseo Álvaro Mesa Amaya. En el proyecto que busca reformar este escenario también incluye mejoras en espacios aledaños y modernización en la estructura física de la villa Olímpica en la cual está ubicada el estadio.
Por la ejecución de las obras en el estadio Bello Horizonte, el equipo Llaneros F.C. se vio obligado a buscar una plaza provisional, el equipo se trasladó de manera transitoria a la ciudad de Tunja, en el Estadio La Independencia, mientras el estadio Bello Horizonte este en óptimas condiciones para su uso y el regreso del equipo a la ciudad.

## Eventos deportivos
1. XII Juegos Nacionales Villavicencio 1985
2. Campeonato Nacional Femenino 2011
3. Campeonato Nacional Femenino Sub-17 de 2013
4. Campeonato Nacional Juvenil 2015
5. Anexo:Campeonato Nacional de Ciclismo 2019 (Colombia)
6. Vuelta de la juventud 2020

## Instalaciones deportivas
1. Estadio Bello Horizonte
2. Estadio La Esperanza
3. Coliseo Álvaro Mesa Amaya
4. Coliseo La Grama
5. COFREM

## Servicios públicos
- Energía Eléctrica: Electrificadora del Meta (EMSA), es la empresa prestadora del servicio de energía eléctrica.
- Gas Natural: Llanogas, es la empresa distribuidora y comercializadora de gas natural en el municipio.